# Marie-Guite Dufay
Marie-Marguerite Dufay més coneguda com Marie-Guite Dufay (París, França, 21 de maig de 1949) és la presidenta titular del consell regional de Borgonya-Franc Comtat. Va guanyar la nominació per ser la següent candidata socialista a la presidència del Franc Comtat el 2010.

## Carrera professional i política
Quan va arribar a Besançon, va entrar als serveis de la prefectura on va treballar en els afers econòmics de la regió. Després va anar al centre cultural Pierre Bayle on va estar a càrrec de la missió, en particular en la creació d'esdeveniments per donar a conèixer el món de l'economia.
Quan va néixer el seu segon fill, va prendre un descans de la seva vida professional per invertir més en la vida comunitària de Besançon, en particular al Centre d’Informació de la Dona, on finalment va ser contractada el 1981. Va crear els quatre centres departamentals de drets de les dones a Franc Comtat i els va dirigir durant sis anys. Es dedica més específicament a qüestions de formació i integració professional de les dones. Després es va unir a l'Agència Nacional d'Ocupació on va dirigir un pol regional, responsable de la reclassificació dels empleats acomiadats per motius econòmics.
Va ser elegida per primera vegada a l'ajuntament de Besançon el 1989. Sis anys després, va ser nomenada tinent d'alcalde de Besançon (1995 a 2008). A les eleccions regionals del Franc Comtat de 2004, va quedar segona a la llista socialista just després de Raymond Forni. Després de la mort del president Raymond Forni, va ser elegida per l'assemblea com a presidenta de la regió.
El 2014 va succeir Ségolène Royal com a vicepresidenta de Bpifrance (Banc públic d’inversions) (BPI).